# Свидовецькі скелі (пам'ятка природи)
Свидове́цькі ске́лі — геологічна пам'ятка природи місцевого значення в Україні. Розташована в межах Рахівського району Закарпатської області, на південний захід від смт Ясіня. Знаходяться біля ґрунтової дороги, яка веде з смт. Ясіня до курорту Драгобрат. 
Площа 5 га. Статус надано згідно з рішенням Закарпатського облвиконкому від 23.10.1984 року, № 253. Перебуває у віданні ДП «Ясінянськие ЛМГ» (Свидовецьке лісництво, кв. 9, вид. 1). 
Створена з метою збереження частини скельного виступу (урвища), що розташований на схід від гори Близниця, при потоці Свидовець (притока Чорної Тиси). У скельних породах виявлено відбитки викопної флори і фауни. 
У 1997 р. ввійшов до складу Карпатського біосферного заповідника.